# Иру (Таллин)
И́ру (эст. Iru) — микрорайон в районе Пирита города Таллина, столицы Эстонии. 

## География
Расположен на границе Таллина и волости Виймси. Площадь — 0,43 км². Плотность населения на 1 января 2023 года — 1,0 чел/км². 

## Улицы
В микрорайоне Иру проходят улицы Ирусилла, Кивиайа, Нарвское шоссе, Пярнамяэ.

## Население
| Численность населения микрорайона Иру на 1 января по данным Регистра народонаселения | Численность населения микрорайона Иру на 1 января по данным Регистра народонаселения | Численность населения микрорайона Иру на 1 января по данным Регистра народонаселения | Численность населения микрорайона Иру на 1 января по данным Регистра народонаселения | Численность населения микрорайона Иру на 1 января по данным Регистра народонаселения | Численность населения микрорайона Иру на 1 января по данным Регистра народонаселения | Численность населения микрорайона Иру на 1 января по данным Регистра народонаселения | Численность населения микрорайона Иру на 1 января по данным Регистра народонаселения |
| 2008                                                                                 | 2010                                                                                 | 2011                                                                                 | 2012                                                                                 | 2013                                                                                 | 2014                                                                                 | 2015                                                                                 | 2016                                                                                 |
| ------------------------------------------------------------------------------------ | ------------------------------------------------------------------------------------ | ------------------------------------------------------------------------------------ | ------------------------------------------------------------------------------------ | ------------------------------------------------------------------------------------ | ------------------------------------------------------------------------------------ | ------------------------------------------------------------------------------------ | ------------------------------------------------------------------------------------ |
| 34                                                                                   | ↘33                                                                                  | ↘32                                                                                  | →32                                                                                  | ↗36                                                                                  | ↗37                                                                                  | ↘35                                                                                  | ↗36                                                                                  |
| 2017                                                                                 | 2018                                                                                 | 2019                                                                                 | 2020                                                                                 | 2021                                                                                 | 2022                                                                                 | 2023                                                                                 |                                                                                      |
| ↘34                                                                                  | ↘33                                                                                  | ↗34                                                                                  | ↗40                                                                                  | →40                                                                                  | →40                                                                                  | ↗43                                                                                  |                                                                                      |

## История
Микрорайон Иру включает в себя северную часть исторической деревни Иру, которая была присоединена к Таллину в 1975 году. По соседству с микрорайоном (административно — в микрорайоне Пирита), в излучине реки Пирита расположено городище Иру (Линнапяра, эст. Linnapära), относящееся к VII веку до нашей эры. Там же обнаружены следы более раннего поселения. Линнапяра ранее был одним из важнейших центров мааконда Ревала, но был заброшен в XI веке из-за снижения уровня воды в реке и возникновения нового центра поселения на холме Тоомпеа. В окрестностях есть множество других древних мест. Городище Иру, которое стало пахотной землёй самое позднее в конце XVII века, было найдено благодаря топонимам. Это место называлось горой Линнапера, а холм Ирумяги (в связи с «Ируской тёщей») неоднократно упоминается в эпосе «Калевипоэг». На основании этой информации городище и было обнаружено в начале XX века и зафиксировано в археологической литературе под названием «Иру Линнапяра» (эст. Iru Linnapära).

### Археология и палеогенетика
На месте городища Иру найдена одна из 8 равноплечных фибул типа Вальста. У образца X02 из Иру эпохи из поздней бронзы Эстонии (1090—910 гг. до н. э.) определена митохондриальная гаплогруппа T1a1b и Y-хромосомная гаплогруппа R1a.

## Общественный транспорт
В Иру курсирует городской автобус маршрута № 49.